# Mănăstirea Podul Bulgarului
Mănăstirea Podul Bulgarului este o mănăstire ortodoxă din România situată în comuna Podgoria, județul Buzău.